# Побег из тюрьмы в Ндопе
Побег из тюрьмы в Ндопе произошел 28 июля 2018 года, когда амбазонские сепаратисты ворвались в центральную тюрьму в Ндопе и освободили 163 заключённых.

## Побег
Поздно вечером не менее 50 сепаратистских бойцов ворвались в помещения центральной тюрьмы Ндоп. Им удалось превзойти по вооружению охранников, которые находились на дежурстве, и выбить тюремные ворота, что позволило 163 заключенным сбежать. Несмотря на прибытие подкрепления, камерунские силы не смогли помешать сепаратистам сжечь тюрьму. Во время рейда сепаратисты захватили оружие и боеприпасы из тюрьмы, прежде чем отступить.

## Последствия
Сразу после рейда камерунские силы начали охоту на беглецов. Однако многим удалось спрятаться в толпе, что затруднило их повторный арест. Рейд стал первым в своем роде с начала англоязычного кризиса.